# 斯塔里察區
56°31′N 34°56′E / 56.517°N 34.933°E
斯塔里察區（俄语：Старицкий район），是俄羅斯的一個區，位於該國西部，由特維爾州負責管轄，面積3,005平方公里，2010年該區人口24,056，人口密度每平方公里8.01人。